# Pierre Barillet
Pierre Barillet (Párizs, 1923. augusztus 24. – Párizs, 2019. január 8.) francia író.

## Művei
Jean-Pierre Gredyvel
- Le Don d'Adèle (1950)
- Ami-ami (1950)
- Le Bon Débarras (1952)
- La Reine blanche (1953)
- La Plume (1955)
- L'Or et la Paille (1956)
- Le Chinois (1958)
- Les Choutes (1959)
- Le Grand Alfred (1960)
- A kaktusz virága (Fleur de cactus) (1964)
- Quarante carats (1967)
- Quatre pièces sur jardin (1969)
- Folle Amanda (1971)
- Une rose au petit déjeuner (1973)
- Peau de vache (1975)
- Le Préféré (1978)
- Potiche (1980)
- Lily et Lily (1984)
- Le Big Love (1985)
- Magic Palace (1991)
- L'Ombre de Stella (1991)
- Le Peignoir rouge (1994)

önálló művei
- Gustave et Louise (1991)
- Moi, Nadine Picard (2010)
- La Réponse (2013)
- L'Ombre de Stella (2015)

## Művei alapján készült filmek
- Le Don d'Adèle (1950, Émile Couzinet rendezésében)
- Les femmes sont marrantes (1958), André Hunebelle rendezésében, az Ami-Ami alapján)
- A kaktusz virága (Cactus Flower) (1969, Gene Saks rendezésében)
- Quarante carats (1973, Milton Katselas rendezésében)
- Potiche (2010, François Ozon rendezésében)
- Kellékfeleség (Just Go with It) (2011, Dennis Dugan rendezésében, A kaktusz virága alapján)